# Pure (musikalbum)
Pure är det fjärde studioalbumet av det norska black metal-bandet In the Woods.... Det gavs ut 2016 av skivbolaget Debemur Morti Productions.

## Låtlista
1. "Pure" – 7:21
2. "Blue Oceans Rise (Like a War)" – 5:41
3. "Devil's at the Door" – 5:47
4. "The Recalcitrant Protagonist" – 5:43
5. "The Cave of Dreams" – 4:55
6. "Cult of Shining Stars" – 5:55
7. "Towards the Black Surreal" – 7:01
8. "Transmission KRS" (instrumental) – 10:46
9. "This Dark Dream" – 7:18
10. "Mystery of the Constellations" – 7:02

- Text: James Fogarty (spår 1, 3–7, 10), Christian Botteri (spår 2, 9)
- Musik: In the Woods...

## Medverkande
Musiker (In the Woods...-medlemmar)
- Mr. Fog (James Fogarty) – sång, gitarr, keyboard
- Christian "X" Botteri – gitarr
- Christopher "C:M." Botteri – basgitarr
- Anders Kobro – trummor

Bidragande musiker
- Bjørn "Berserk" Harstad – sologitarr (spår 8–10)

Produktion
- Anders Kobro – ljudtekniker
- Darkhyrys (Patrick Guiraud) – ljudmix, mastering
- Max Winter – omslagskonst, logo
- Tim Odom – omslagskonst, logo